# Tesma fractifascia
Tesma fractifascia är en fjärilsart som beskrevs av George Francis Hampson 1918. Tesma fractifascia ingår i släktet Tesma och familjen björnspinnare. Inga underarter finns listade i Catalogue of Life.